# Sindaci di Siena
Di seguito l'elenco cronologico dei sindaci di Siena e delle altre figure apicali equivalenti che si sono succedute nel corso della storia.

## Granducato di Toscana (fino al 1808)
Gonfalonieri
- 1787: Giuseppe Petrucci
- 1788: Giulio Bargagli
- 1789: Angelo Bulgherini
- 1790: Scipione Forteguerra
- 1791: Mario Sergardi
- 1792: Anton Maria Borgognini
- 1793: Angelo Bulgherini
- 1794: Lorenzo Vescovi
- 1795: Fausto Salvani
- 1796: Bartolomeo Piccolomini Carli
- 1797: Augusto Grassi
- 1798: Giovanni Biringucci
- 1799: Lorenzo Vescovi
- 1800: Anton Maria Borgognini
- 1801: Lorenzo Forteguerri
- 1802: Antonio Forteguerri
- 1803: Bernardino Cospi Billò
- 1804: Celso Bargagli
- 1805: Alessandro Bindi Sergardi
- 1806: Angelo Brancadori
- 1807: Antonio Niccolini
- 1808: Giovan Battista Vivarelli

## Primo Impero Francese (1808-1814)
Maire
- 1808-1814: Giulio Ranuccio Bianchi

## Granducato di Toscana (1814-1859)
Gonfalonieri
- 1814: Flavio Chigi
- 1815: Alessandro Sansedoni
- 1816-1822: Girolamo De Vecchi
- 1823-1828: Giovanni Piccolomini
- 1829-1830: Angelo Chigi
- 1830-1831: Angelo Chigi
- 1831: Giovanni Battista Baldetti
- 1831-1834: Antonio Palmieri Nuti
- 1835: Domenico Placidi
- 1836: Giacomo Gonzi
- 1837: Domenico Placidi
- 1838-1840: Giovanni Pieri
- 1840-1846: Mario Nerucci
- 1847-1849: Emilio Piccolomini Clementini
- 1849: Raffaello Pierallini
- 1849-1853: Emilio Piccolomini Clementini
- 1854: Antonio Palmieri Nuti
- 1855-1859: Celso Bargagli Petrucci

## Regno di Sardegna (1859-1861)
Gonfalonieri nominati dal governo (1859-1861)
| Sindaco               | Inizio         | Fine          | Carica               |
| --------------------- | -------------- | ------------- | -------------------- |
| Carlo Corradino Chigi | 1859           | 1859          | rinuncia alla carica |
| Tiberio Sergardi      | 28 giugno 1859 | 4 aprile 1861 | Gonfaloniere         |

## Regno d'Italia (1861-1946)
| Gonfalonieri nominati dal governo (1861-1865)                      | Gonfalonieri nominati dal governo (1861-1865) | Gonfalonieri nominati dal governo (1861-1865) | Gonfalonieri nominati dal governo (1861-1865) | Gonfalonieri nominati dal governo (1861-1865) | Gonfalonieri nominati dal governo (1861-1865) |
| Nominativo                                                         | Nominativo                                    | Partito                                       | Partito                                       | Mandato                                       | Mandato                                       |
| Nominativo                                                         | Nominativo                                    | Partito                                       | Partito                                       | Inizio                                        | Fine                                          |
| ------------------------------------------------------------------ | --------------------------------------------- | --------------------------------------------- | --------------------------------------------- | --------------------------------------------- | --------------------------------------------- |
|                                                                    | Bernardo Tolomei                              | ?                                             | ?                                             | 4 aprile 1861                                 | 22 agosto 1865                                |
| Sindaci nominati dal governo (1865-1889)                           |                                               |                                               |                                               |                                               |                                               |
| Nominativo                                                         | Nominativo                                    | Partito                                       | Partito                                       | Mandato                                       | Mandato                                       |
| Nominativo                                                         | Nominativo                                    | Partito                                       | Partito                                       | Inizio                                        | Fine                                          |
|                                                                    | Bernardo Tolomei                              | ?                                             | ?                                             | 22 agosto 1865                                | 11 agosto 1866                                |
|                                                                    | Tiberio Sergardi                              | ?                                             | ?                                             | 31 ottobre 1866                               | 9 febbraio 1868                               |
|                                                                    | Bernardo Tolomei                              | ?                                             | ?                                             | 9 febbraio 1868                               | 12 gennaio 1870                               |
|                                                                    | Luciano Banchi                                | ?                                             | ?                                             | 12 gennaio 1870                               | 14 gennaio 1871                               |
|                                                                    | Federico Comini                               | ?                                             | ?                                             | 14 gennaio 1871                               | 16 febbraio 1872                              |
|                                                                    | Luciano Banchi                                | ?                                             | ?                                             | 16 febbraio 1872                              | 19 febbraio 1873                              |
|                                                                    | Domenico Mazzi                                | ?                                             | ?                                             | 19 febbraio 1873                              | 28 marzo 1877                                 |
|                                                                    | Luciano Banchi                                | ?                                             | ?                                             | luglio 1877                                   | 15 aprile 1878                                |
|                                                                    | Giuseppe Palmieri Nuti                        | ?                                             | ?                                             | 15 aprile 1878                                | 21 dicembre 1879                              |
|                                                                    | Felice Segre (Regio commissario)              | –                                             | –                                             | 21 dicembre 1879                              | 4 dicembre 1880                               |
|                                                                    | Luciano Banchi (facente funzioni)             | ?                                             | ?                                             | 4 dicembre 1880                               | 13 marzo 1881                                 |
| Luciano Banchi                                                     | 13 marzo 1881                                 | ?                                             | ?                                             | 4 dicembre 1887                               |                                               |
|                                                                    | Aristodemo Ficalbi                            | ?                                             | ?                                             | 7 gennaio 1888                                | 29 ottobre 1889                               |
| Sindaci eletti dal Consiglio comunale (1889-1926)                  |                                               |                                               |                                               |                                               |                                               |
| Nominativo                                                         | Nominativo                                    | Partito                                       | Partito                                       | Mandato                                       | Mandato                                       |
| Nominativo                                                         | Nominativo                                    | Partito                                       | Partito                                       | Inizio                                        | Fine                                          |
|                                                                    | Luigi Valenti Serini                          | ?                                             | ?                                             | 29 ottobre 1889                               | 7 aprile 1891                                 |
|                                                                    | Luigi Giuseppe Zunini (facente funzioni)      | ?                                             | ?                                             | 7 aprile 1891                                 | 15 ottobre 1891                               |
|                                                                    | Filippo Bolis (Regio commissario)             | –                                             | –                                             | 15 ottobre 1891                               | 20 aprile 1892                                |
|                                                                    | Remigio Bartalini                             | ?                                             | ?                                             | 20 aprile 1892                                | 8 maggio 1893                                 |
|                                                                    | Ercolano Cantini (facente funzioni)           | ?                                             | ?                                             | 8 maggio 1893                                 | 11 ottobre 1893                               |
|                                                                    | Enrico Crocini                                | ?                                             | ?                                             | 11 ottobre 1893                               | 28 novembre 1896                              |
|                                                                    | Enrico Falaschi                               | ?                                             | ?                                             | 28 novembre 1896                              | 28 gennaio 1899                               |
|                                                                    | Bonaventura Chigi Zondadari                   | ?                                             | ?                                             | 28 gennaio 1899                               | febbraio 1899                                 |
|                                                                    | Remigio Bartalini (facente funzioni)          | ?                                             | ?                                             | febbraio 1899                                 | 12 agosto 1899                                |
|                                                                    | Guido Sarrocchi                               | ?                                             | ?                                             | 12 agosto 1899                                | 21 dicembre 1899                              |
|                                                                    | Domenico Barduzzi (facente funzioni)          | ?                                             | ?                                             | 21 dicembre 1899                              | 5 gennaio 1900                                |
|                                                                    | Alessandro Lisini                             | ?                                             | ?                                             | 5 gennaio 1900                                | 17 aprile 1905                                |
|                                                                    | Carlo Ponticelli                              | ?                                             | ?                                             | 17 aprile 1905                                | 25 gennaio 1906                               |
|                                                                    | Mario Bianchi Bandinelli                      | ?                                             | ?                                             | 25 gennaio 1906                               | 29 dicembre 1908                              |
|                                                                    | Luigi Bonacini (Commissario prefettizio)      | –                                             | –                                             | 29 dicembre 1908                              | 25 febbraio 1909                              |
|                                                                    | Mario Bianchi Bandinelli                      | ?                                             | ?                                             | 25 febbraio 1909                              | 28 dicembre 1913                              |
|                                                                    | Romualdo Cerilli (Commissario prefettizio)    | –                                             | –                                             | 28 dicembre 1913                              | 4 luglio 1914                                 |
|                                                                    | Livio Socini                                  | ?                                             | ?                                             | 4 luglio 1914                                 | 13 settembre 1916                             |
|                                                                    | Emanuello Pannocchieschi d'Elci               | ?                                             | ?                                             | 13 settembre 1916                             | 24 ottobre 1920                               |
|                                                                    | Angelo Rosini                                 | ?                                             | ?                                             | 24 ottobre 1920                               | 9 gennaio 1923                                |
|                                                                    | Bartolomeo Andreoli (Commissario prefettizio) | –                                             | –                                             | 9 gennaio 1923                                | 29 aprile 1923                                |
|                                                                    | Fabio Bargagli Petrucci                       |                                               | Associazione Nazionalista Italiana            | 29 aprile 1923                                | 31 ottobre 1923                               |
|                                                                    | Guido Fineschi (facente funzioni)             |                                               | Partito Nazionale Fascista                    | 31 ottobre 1923                               | 17 novembre 1923                              |
|                                                                    | Vittorio Martini                              |                                               | Partito Nazionale Fascista                    | 17 novembre 1923                              | 16 settembre 1926                             |
|                                                                    | Alfredo Mandarini (Commissario prefettizio)   | –                                             | –                                             | 16 settembre 1926                             | 8 novembre 1926                               |
|                                                                    | Tullio Carnevali (Regio commissario)          | –                                             | –                                             | 8 novembre 1926                               | 24 dicembre 1926                              |
| Podestà nominati dal governo (1926-1944)                           |                                               |                                               |                                               |                                               |                                               |
| Nominativo                                                         | Nominativo                                    | Partito                                       | Partito                                       | Mandato                                       | Mandato                                       |
| Nominativo                                                         | Nominativo                                    | Partito                                       | Partito                                       | Inizio                                        | Fine                                          |
|                                                                    | Fabio Bargagli Petrucci                       |                                               | Partito Nazionale Fascista                    | 24 dicembre 1926                              | 25 novembre 1936                              |
|                                                                    | Mario Tadini Buoninsegni                      |                                               | Partito Nazionale Fascista                    | 25 novembre 1936                              | 3 aprile 1938                                 |
|                                                                    | Luigi Socini Guelfi                           |                                               | Partito Nazionale Fascista                    | 3 aprile 1938                                 | 18 luglio 1944                                |
| Sindaci nominati dal Comitato di Liberazione Nazionale (1944-1946) |                                               |                                               |                                               |                                               |                                               |
| Nominativo                                                         | Nominativo                                    | Partito                                       | Partito                                       | Mandato                                       | Mandato                                       |
| Nominativo                                                         | Nominativo                                    | Partito                                       | Partito                                       | Inizio                                        | Fine                                          |
|                                                                    | Carlo Ciampolini (Commissario prefettizio)    | –                                             | –                                             | 20 luglio 1944                                | 5 agosto 1944                                 |
|                                                                    | Carlo Ciampolini                              |                                               | Indipendente                                  | 6 settembre 1944                              | 4 aprile 1946                                 |

## Repubblica Italiana (dal 1946)
| Sindaci eletti dal Consiglio comunale (1946-1993)    | Sindaci eletti dal Consiglio comunale (1946-1993) | Sindaci eletti dal Consiglio comunale (1946-1993) | Sindaci eletti dal Consiglio comunale (1946-1993)              | Sindaci eletti dal Consiglio comunale (1946-1993)                 | Sindaci eletti dal Consiglio comunale (1946-1993) | Sindaci eletti dal Consiglio comunale (1946-1993) | Sindaci eletti dal Consiglio comunale (1946-1993) | Sindaci eletti dal Consiglio comunale (1946-1993) |
| Nominativo                                           | Nominativo                                        | Partito                                           | Partito                                                        | Giunta                                                            | Giunta                                            | Mandato                                           | Mandato                                           | Elezione                                          |
| Nominativo                                           | Nominativo                                        | Partito                                           | Partito                                                        | Giunta                                                            | Giunta                                            | Inizio                                            | Fine                                              | Elezione                                          |
| ---------------------------------------------------- | ------------------------------------------------- | ------------------------------------------------- | -------------------------------------------------------------- | ----------------------------------------------------------------- | ------------------------------------------------- | ------------------------------------------------- | ------------------------------------------------- | ------------------------------------------------- |
|                                                      | Ilio Bocci                                        |                                                   | Partito Comunista Italiano                                     |                                                                   | PCI-PSI-DC                                        | 5 aprile 1946                                     | 19 settembre 1949                                 | Elezione 1946                                     |
|                                                      | Mario Vegni (Commissario prefettizio)             | –                                                 | –                                                              | –                                                                 | –                                                 | 20 settembre 1949                                 | 22 giugno 1951                                    | –                                                 |
|                                                      | Ilio Bocci                                        |                                                   | Partito Comunista Italiano                                     |                                                                   | PCI-PSI                                           | 23 giugno 1951                                    | 23 giugno 1956                                    | Elezione 1951                                     |
|                                                      | Bruno Bottai                                      |                                                   | Democrazia Cristiana                                           |                                                                   | DC-PSI                                            | 24 giugno 1956                                    | 16 luglio 1956                                    | Elezione 1956                                     |
|                                                      | Ugo Laini (Vicesindaco facente funzioni)          | ?                                                 | ?                                                              | 17 luglio 1956                                                    | DC-PSI                                            | 31 agosto 1956                                    |                                                   | Elezione 1956                                     |
|                                                      | Ugo Bartalini                                     |                                                   | Partito Socialista Italiano                                    | 31 agosto 1956                                                    | DC-PSI                                            | 1960                                              |                                                   | Elezione 1956                                     |
|                                                      | Ugo Bartalini                                     | PCI-PSI                                           | Partito Socialista Italiano                                    | 1960                                                              | 24 gennaio 1965                                   | Elezione 1960                                     |                                                   |                                                   |
|                                                      | Fazio Fabbrini                                    |                                                   | Partito Comunista Italiano                                     |                                                                   | PCI-PSI                                           | 25 gennaio 1965                                   | 19 luglio 1966                                    | Elezione 1964                                     |
|                                                      | Guido Padalino (Commissario prefettizio)          | –                                                 | –                                                              | –                                                                 | –                                                 | 20 luglio 1966                                    | 19 dicembre 1968                                  | (Elezione 1967)                                   |
|                                                      | Canzio Vannini                                    |                                                   | Partito Socialista Italiano                                    |                                                                   | DC-PSI-PSDI-PRI                                   | 20 dicembre 1968                                  | 3 giugno 1969                                     | Elezione 1968                                     |
|                                                      | Lelio Barbarulli (Assessore anziano)              |                                                   | Democrazia Cristiana                                           | 4 giugno 1969                                                     | DC-PSI-PSDI-PRI                                   | 25 luglio 1969                                    |                                                   | Elezione 1968                                     |
|                                                      | Luciano Mencaraglia                               |                                                   | Partito Comunista Italiano                                     |                                                                   | PCI-PSIUP                                         | 26 luglio 1969                                    | 1º dicembre 1969                                  | Elezione 1968                                     |
|                                                      | Roberto Barzanti                                  |                                                   | Partito Socialista Italiano di Unità Proletaria                | 2 dicembre 1969                                                   | PCI-PSIUP                                         | 11 gennaio 1974                                   |                                                   | Elezione 1968                                     |
|                                                      | Canzio Vannini                                    |                                                   | Partito Socialista Italiano                                    |                                                                   | PSI                                               | 11 gennaio 1974                                   | 30 luglio 1979                                    | Elezione 1973                                     |
|                                                      | Mauro Barni                                       |                                                   | Partito Socialista Italiano                                    |                                                                   | PSI                                               | 31 luglio 1979                                    | 19 settembre 1983                                 | Elezione 1979                                     |
|                                                      | Vittorio Mazzoni della Stella                     |                                                   | Partito Socialista Italiano                                    |                                                                   | PSI                                               | 20 settembre 1983                                 | 1º settembre 1988                                 | Elezione 1983                                     |
|                                                      | Vittorio Mazzoni della Stella                     | PCI-PSI                                           | Partito Socialista Italiano                                    | 1º settembre 1988                                                 | 29 novembre 1990                                  | Elezione 1988                                     |                                                   |                                                   |
|                                                      | Pierluigi Piccini                                 | PCI-PSI                                           |                                                                | Partito Comunista Italiano poi Partito Democratico della Sinistra | 29 novembre 1990                                  | Elezione 1988                                     | 21 giugno 1993                                    |                                                   |
| Sindaci eletti direttamente dai cittadini (dal 1993) |                                                   |                                                   |                                                                |                                                                   |                                                   |                                                   |                                                   |                                                   |
| Nominativo                                           | Nominativo                                        | Partito                                           | Partito                                                        | Coalizione                                                        | Coalizione                                        | Mandato                                           | Mandato                                           | Elezione                                          |
| Nominativo                                           | Nominativo                                        | Partito                                           | Partito                                                        | Coalizione                                                        | Coalizione                                        | Inizio                                            | Fine                                              | Elezione                                          |
|                                                      | Pierluigi Piccini                                 |                                                   | Partito Democratico della Sinistra poi Democratici di Sinistra |                                                                   | PDS                                               | 21 giugno 1993                                    | 28 aprile 1997                                    | Elezione 1993                                     |
|                                                      | Pierluigi Piccini                                 | PDS/DS-PRC-PPI-RI-SDI-CS                          | Partito Democratico della Sinistra poi Democratici di Sinistra | 28 aprile 1997                                                    | 14 maggio 2001                                    | Elezione 1997                                     |                                                   |                                                   |
|                                                      | Maurizio Cenni                                    |                                                   | Democratici di Sinistra                                        |                                                                   | DS-PPI-PRC-PdCI-FdV-L. civiche                    | 14 maggio 2001                                    | 28 maggio 2006                                    | Elezione 2001                                     |
|                                                      | Maurizio Cenni                                    | Partito Democratico                               |                                                                | PD-PRC-PdCI-FdV-IdV-UDEUR                                         | 28 maggio 2006                                    | 15 maggio 2011                                    | Elezione 2006                                     |                                                   |
|                                                      | Franco Ceccuzzi                                   |                                                   | Partito Democratico                                            |                                                                   | PD-SEL-IdV-FdS-L. civiche                         | 15 maggio 2011                                    | 12 giugno 2012                                    | Elezione 2011                                     |
|                                                      | Enrico Laudanna (Commissario straordinario)       | –                                                 | –                                                              | –                                                                 | –                                                 | 12 giugno 2012                                    | 11 giugno 2013                                    | –                                                 |
|                                                      | Bruno Valentini                                   |                                                   | Partito Democratico                                            |                                                                   | PD-SEL-L. civiche                                 | 11 giugno 2013                                    | 25 giugno 2018                                    | Elezione 2013                                     |
|                                                      | Luigi De Mossi                                    |                                                   | Indipendente                                                   |                                                                   | LN-FI-FdI-L. civiche                              | 25 giugno 2018                                    | 19 giugno 2023                                    | Elezione 2018                                     |
|                                                      | Nicoletta Fabio                                   |                                                   | Indipendente                                                   |                                                                   | FdI-Lega-FI-L. civiche                            | 19 giugno 2023                                    | in carica                                         | Elezione 2023                                     |

### Linea temporale (dal 1946)
Fonte: Archivio Comune di Siena Archiviato il 2 aprile 2015 in Internet Archive.